# Bad Heilbrunn
Bad Heilbrunn település Németországban, azon belül Bajorországban. Lakosainak száma 4048 fő (2023. december 31.). Bad Heilbrunn Penzberg és Bichl községekkel határos.

## Fekvése
Bichlből a B 472-es úton Bad Tölz felé, a Loisach és az Isar völgye közötti fennsíkon, Bichl és Bad Tölz között fekvő település.

## Népessége
| Lakosok száma | 395  | 1566 | 2050 | 2743 | 3712 | 3802 | 3970 | 3987 | 3951 | 4048 |
|               | 1875 | 1950 | 1975 | 1987 | 2012 | 2014 | 2016 | 2017 | 2021 | 2023 |

## Története

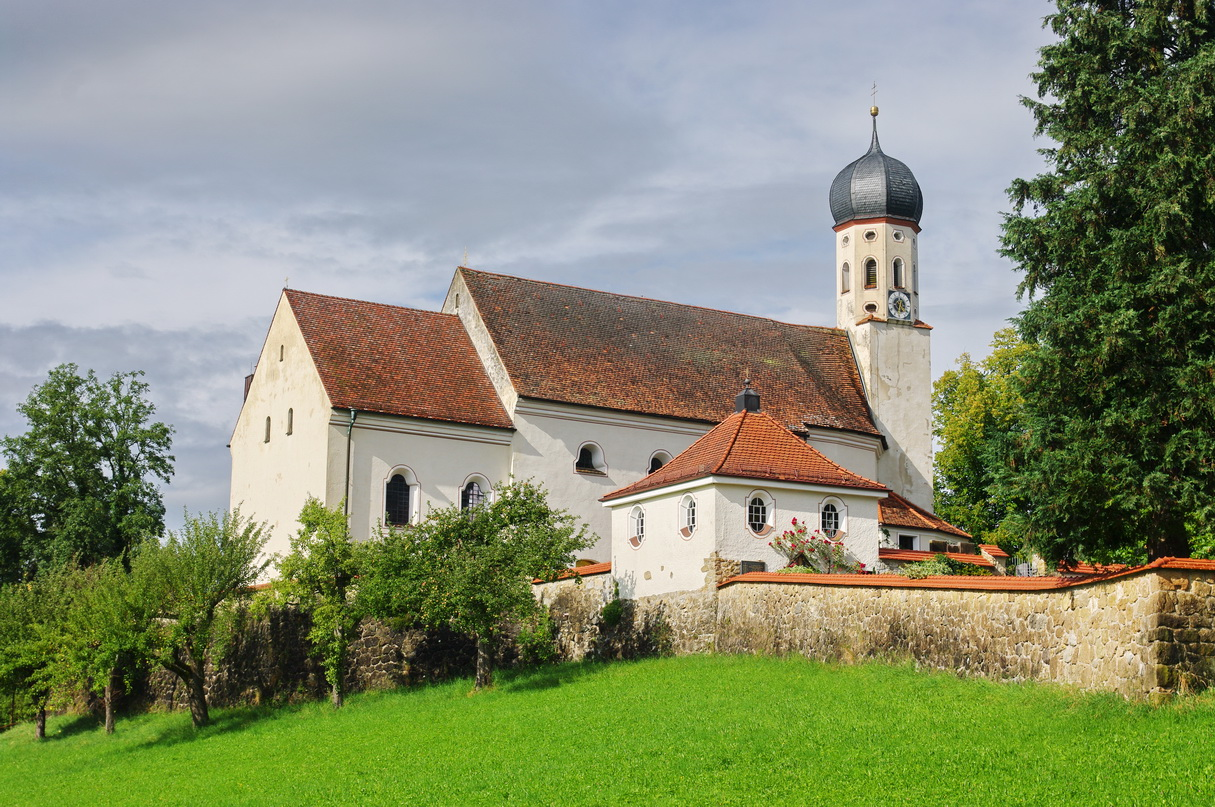
Szt. Kilián templom

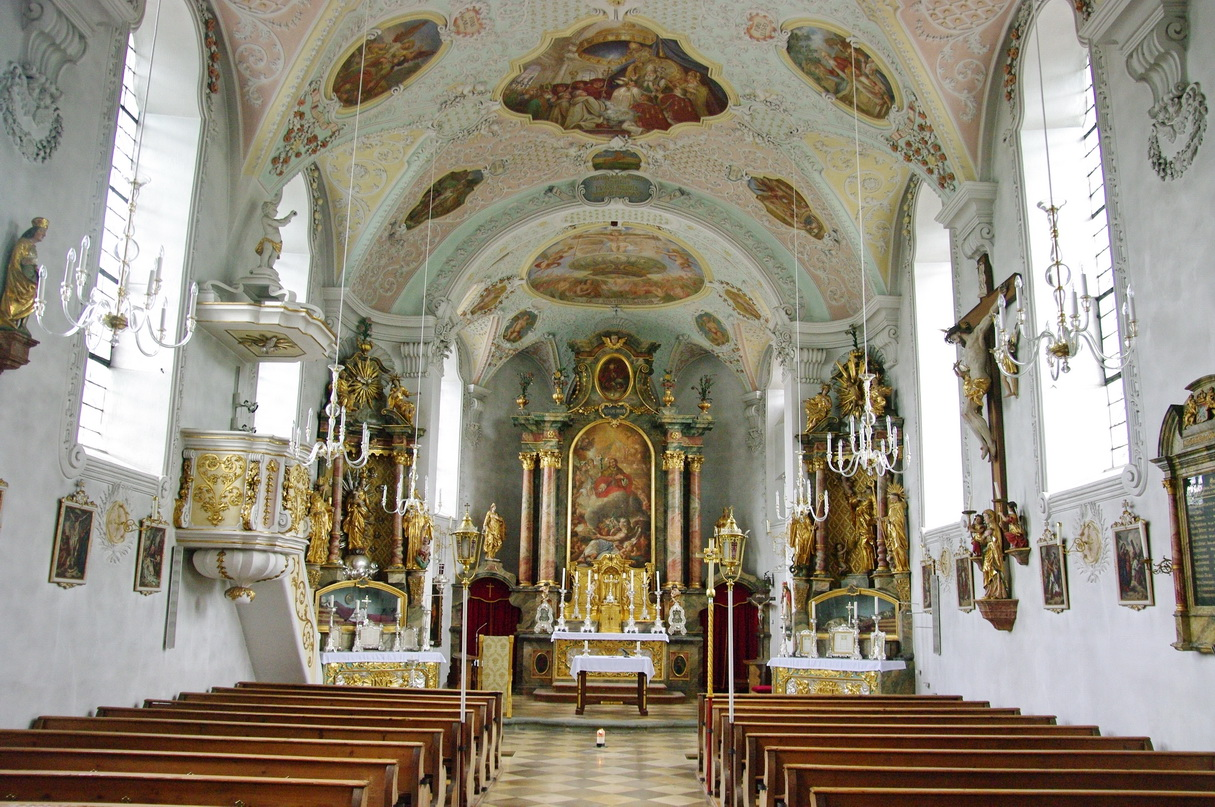
A Szent Kilián templom belülrő

Bad Heilbrunn a környező településekhez hasonlóan ugyancsak a benediktbeuerni kolostor birtokai közé tartozott.
1159-ben, miután felfedezték jódos forrásait a szerzetesek adták neki a Heilbrunn (gyógyító kút) nevet.
II. Miksa Emanuel anyja Henrriette Adelheid savoyai hercegnő orvosai javaslatára 1659-ben ide jött fürdőket venni, és hétévi gyermektelen házassága után valóban sikerült világra hoznia a rég áhított trónörököst, a későbbi II. Miksa Emanuelt.
A kis község plébánia temploma (Pfarrkirche St. Kilian) 1726-ban épült, barokk izlés szerint gótikus alapokra.
A gyógyfürdőhöz tartozó fürdőházon kívül a ástallauer Weiher tó partján szabadstrand is található. Az 1349 méter magas Zwieselberg lejtőjére vivő libegő állomása az autóút felől közelíthető meg.

## Galéria

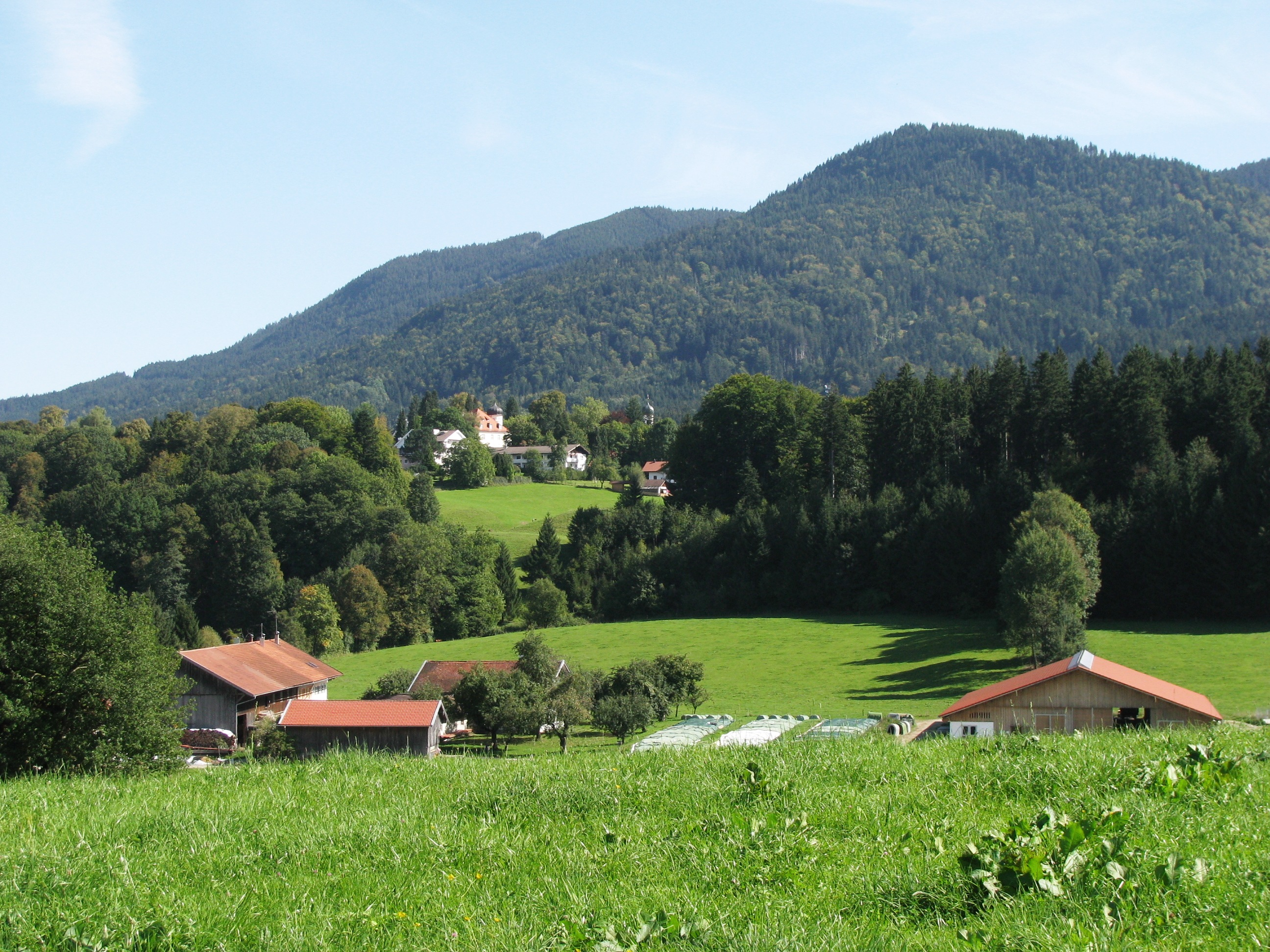
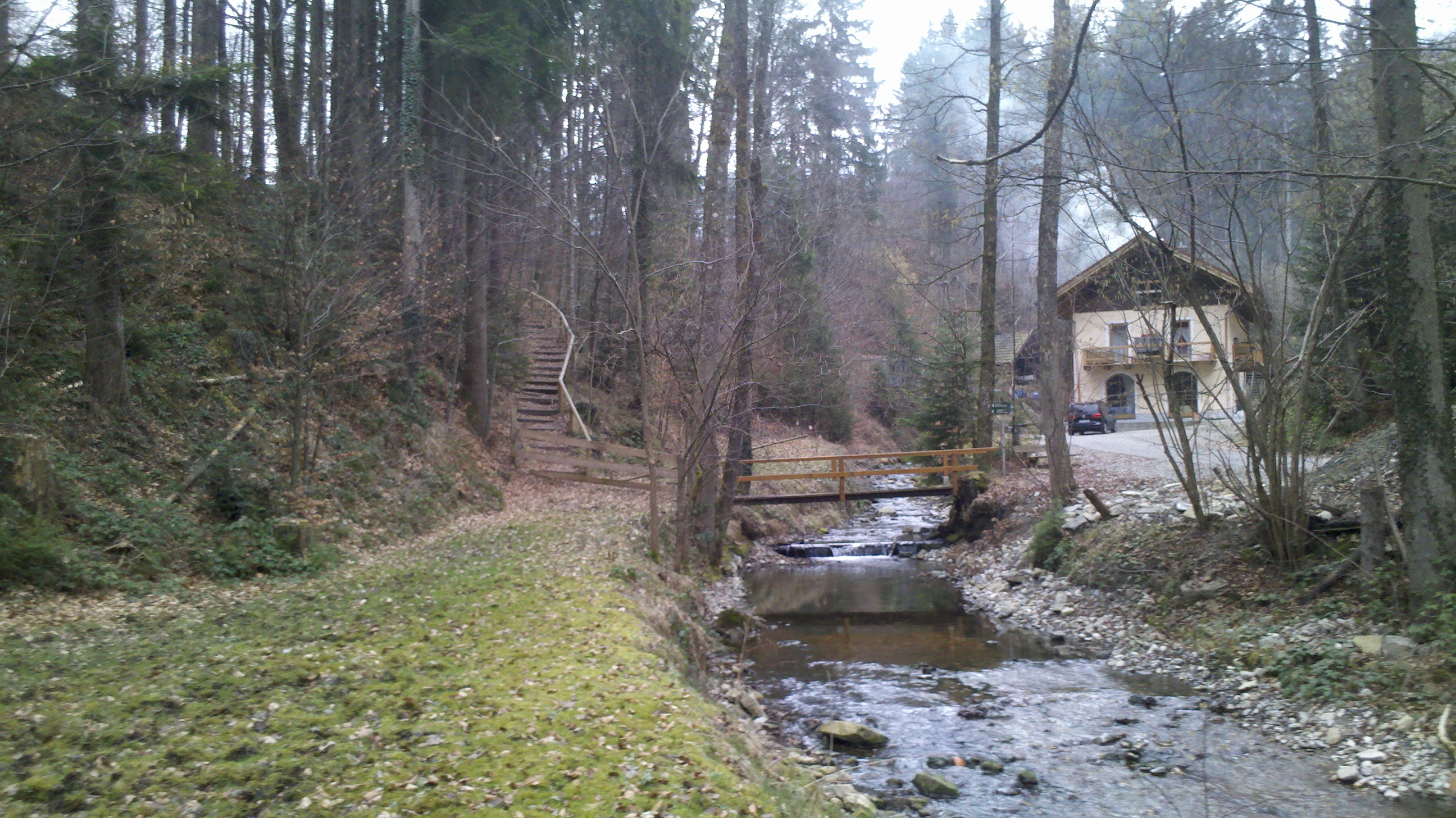
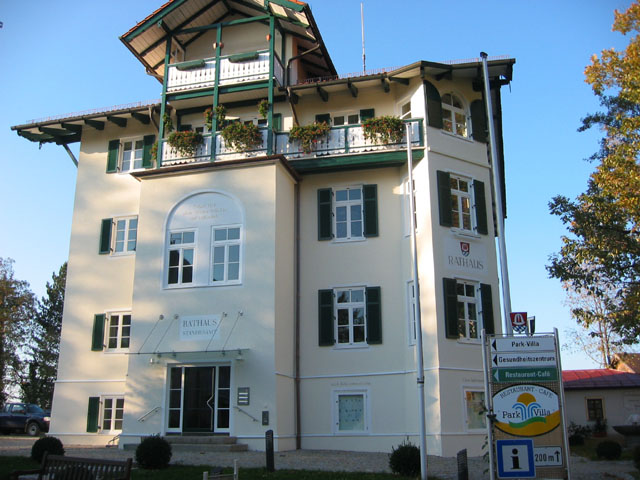
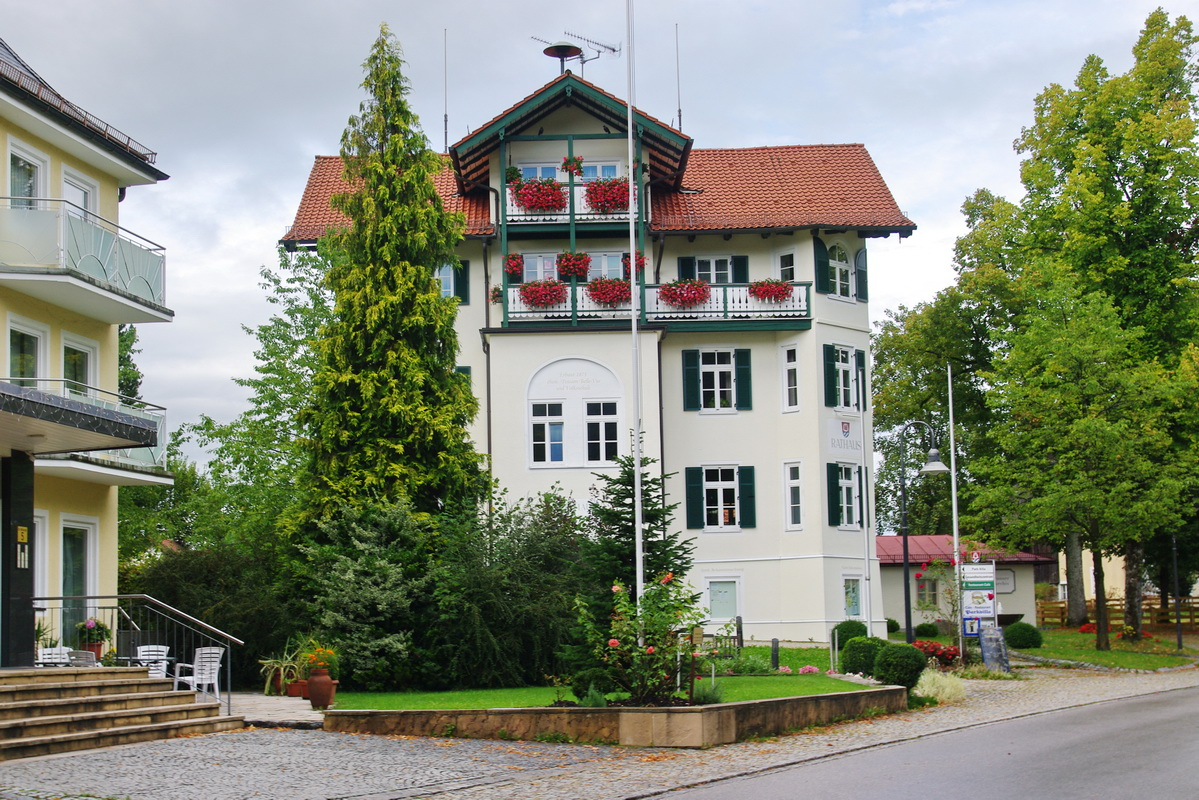
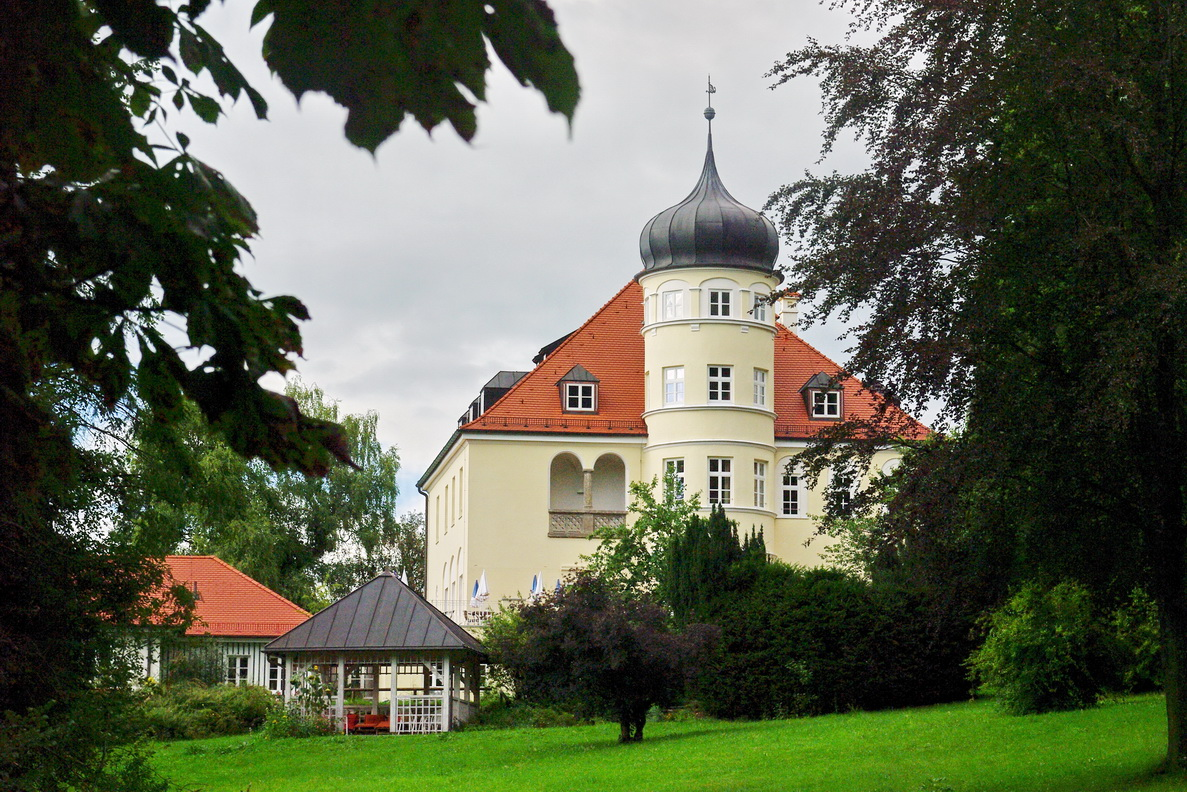
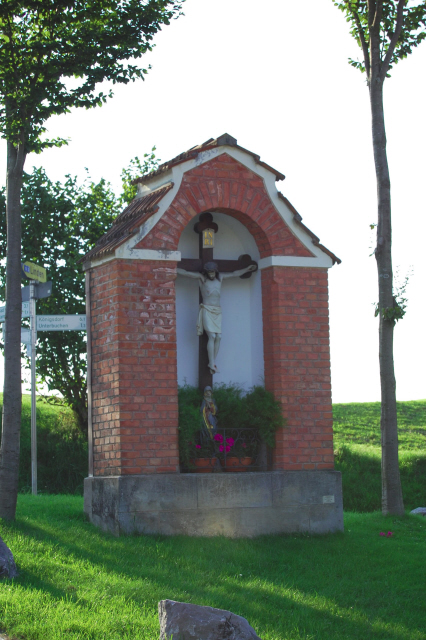
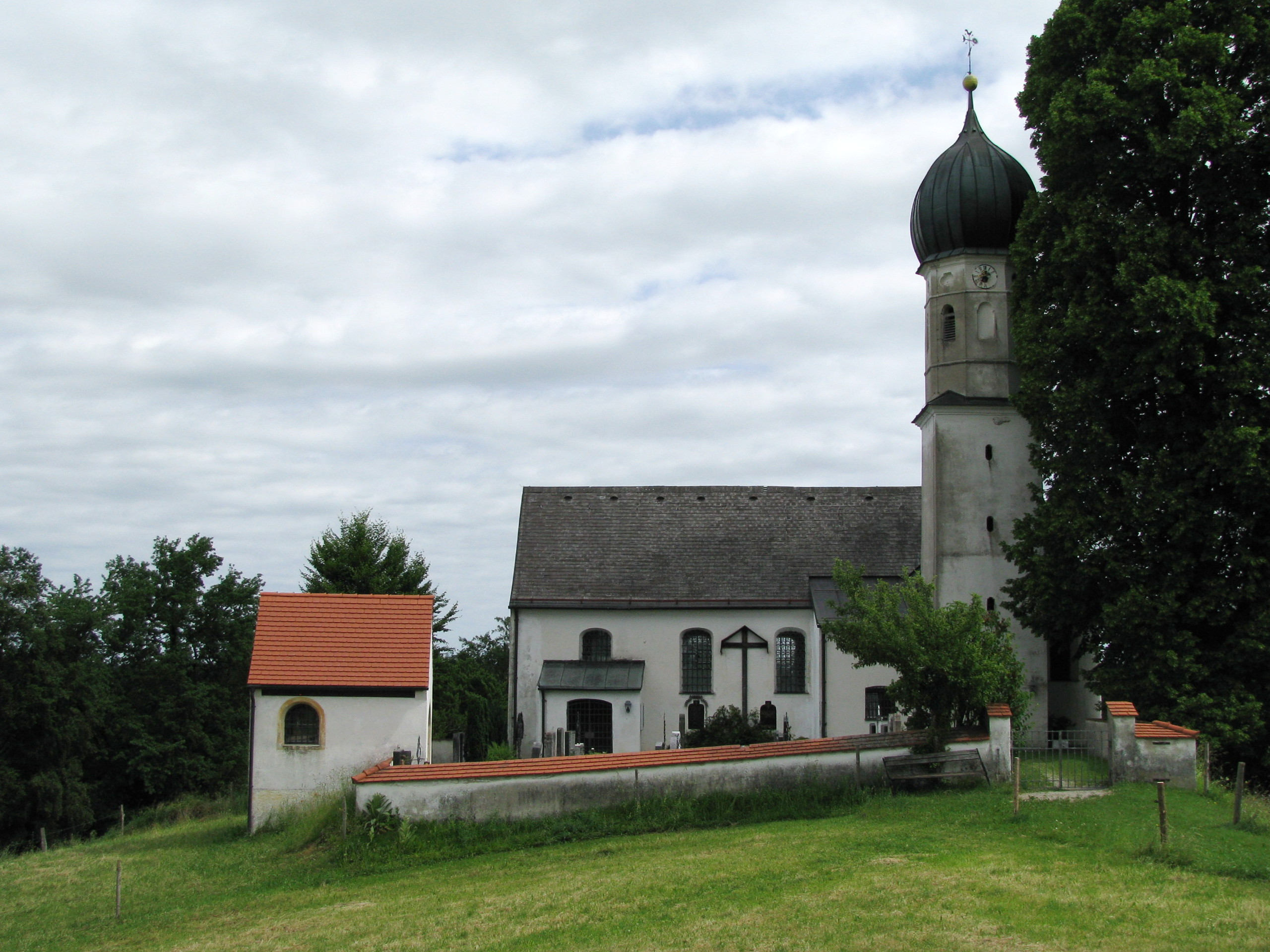
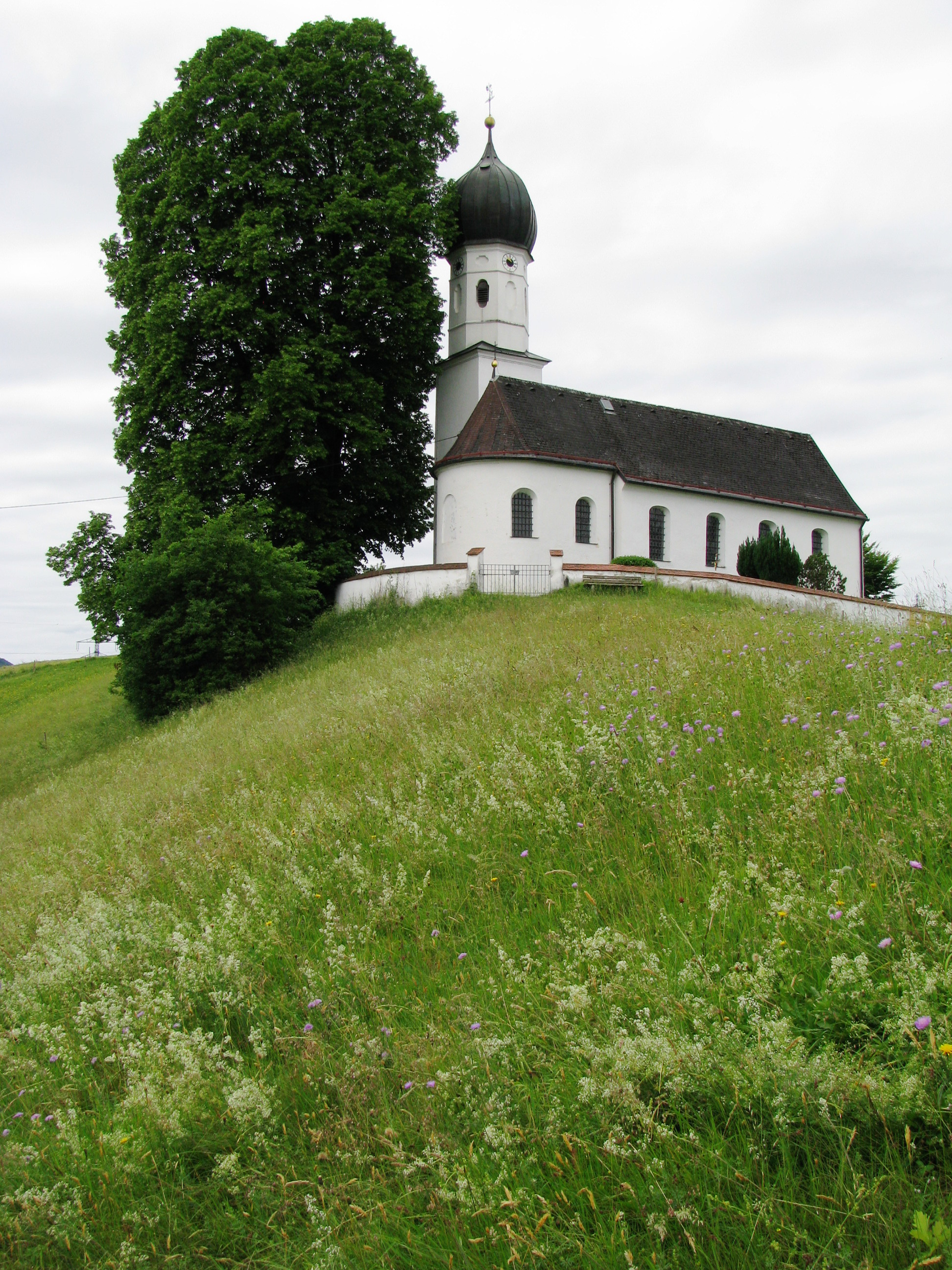
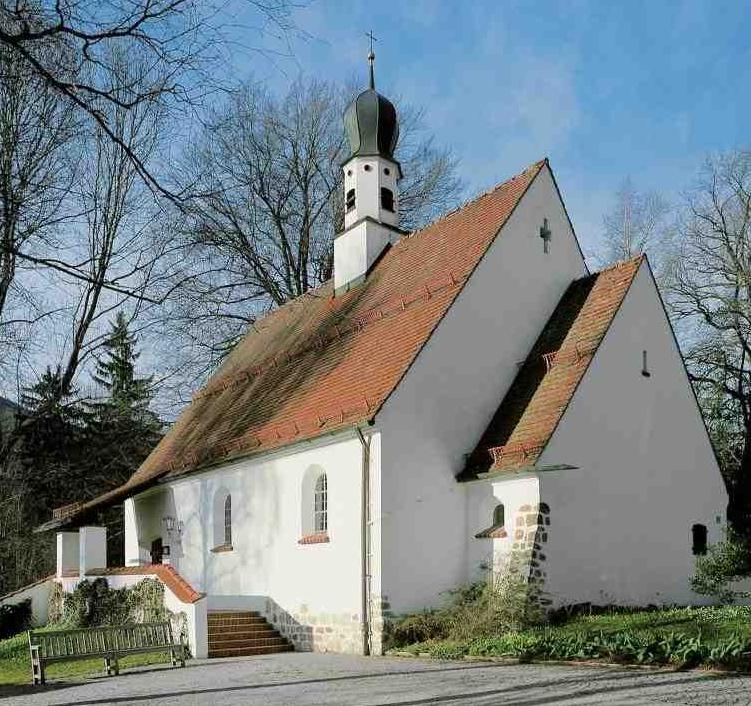
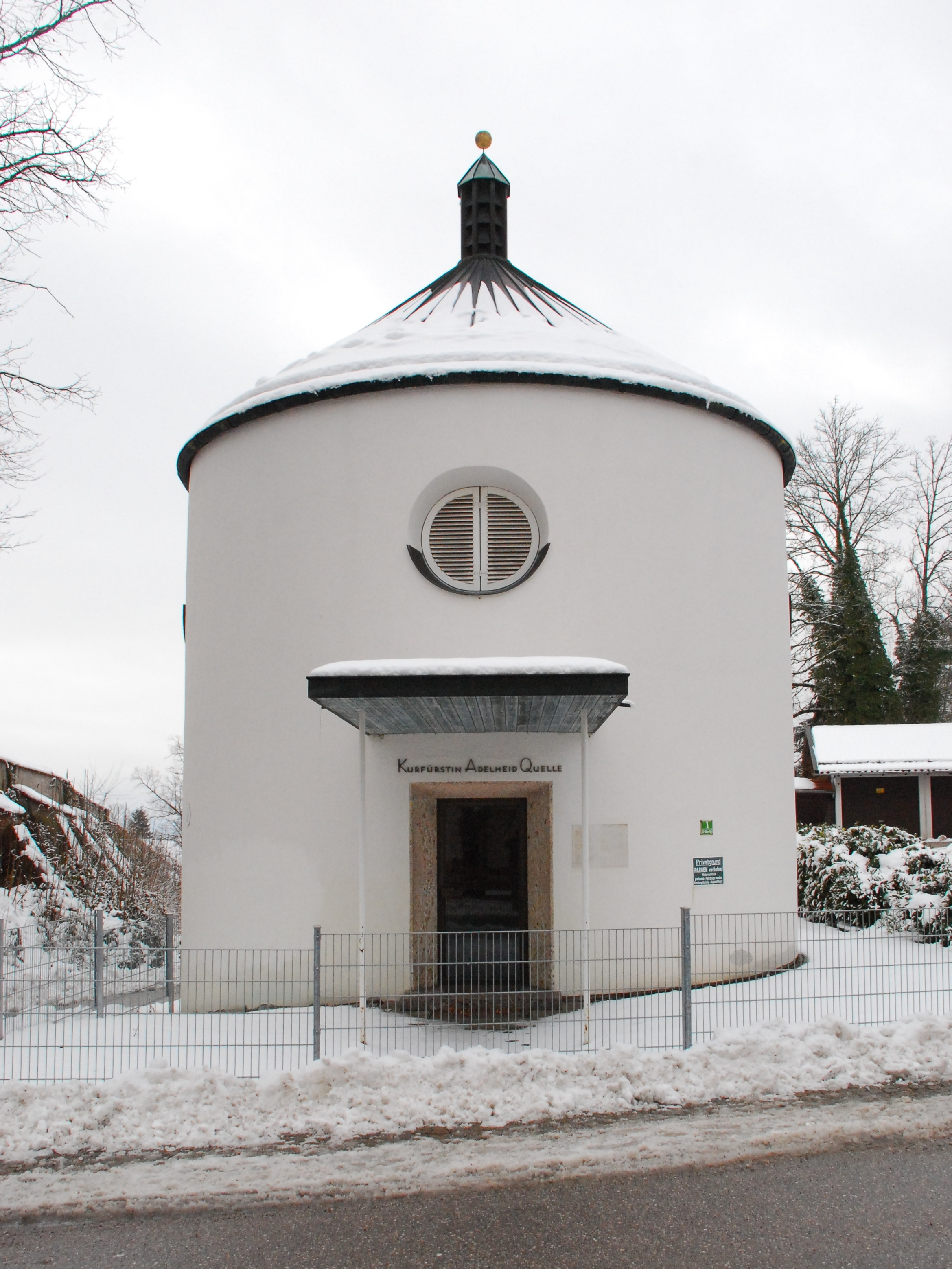
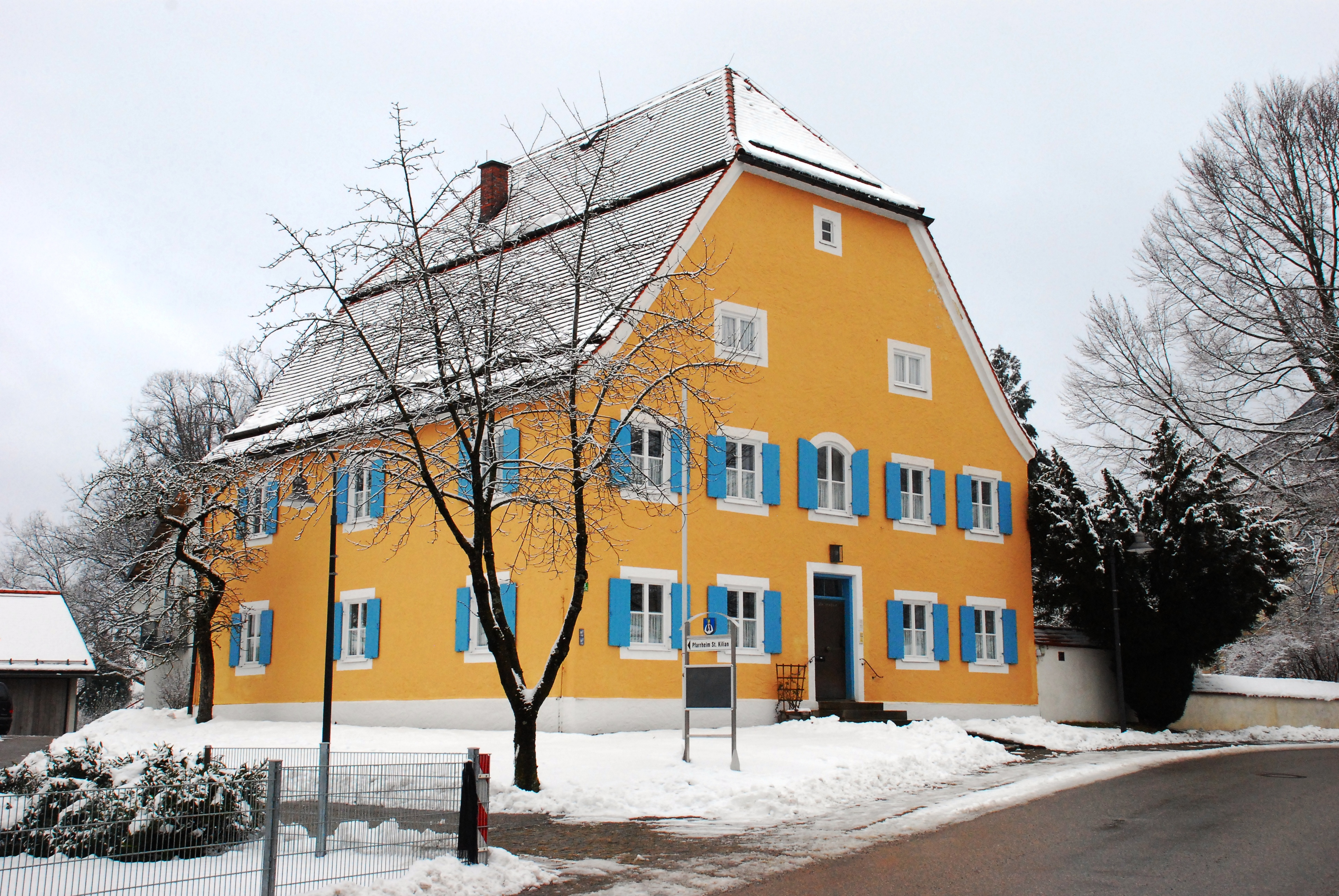
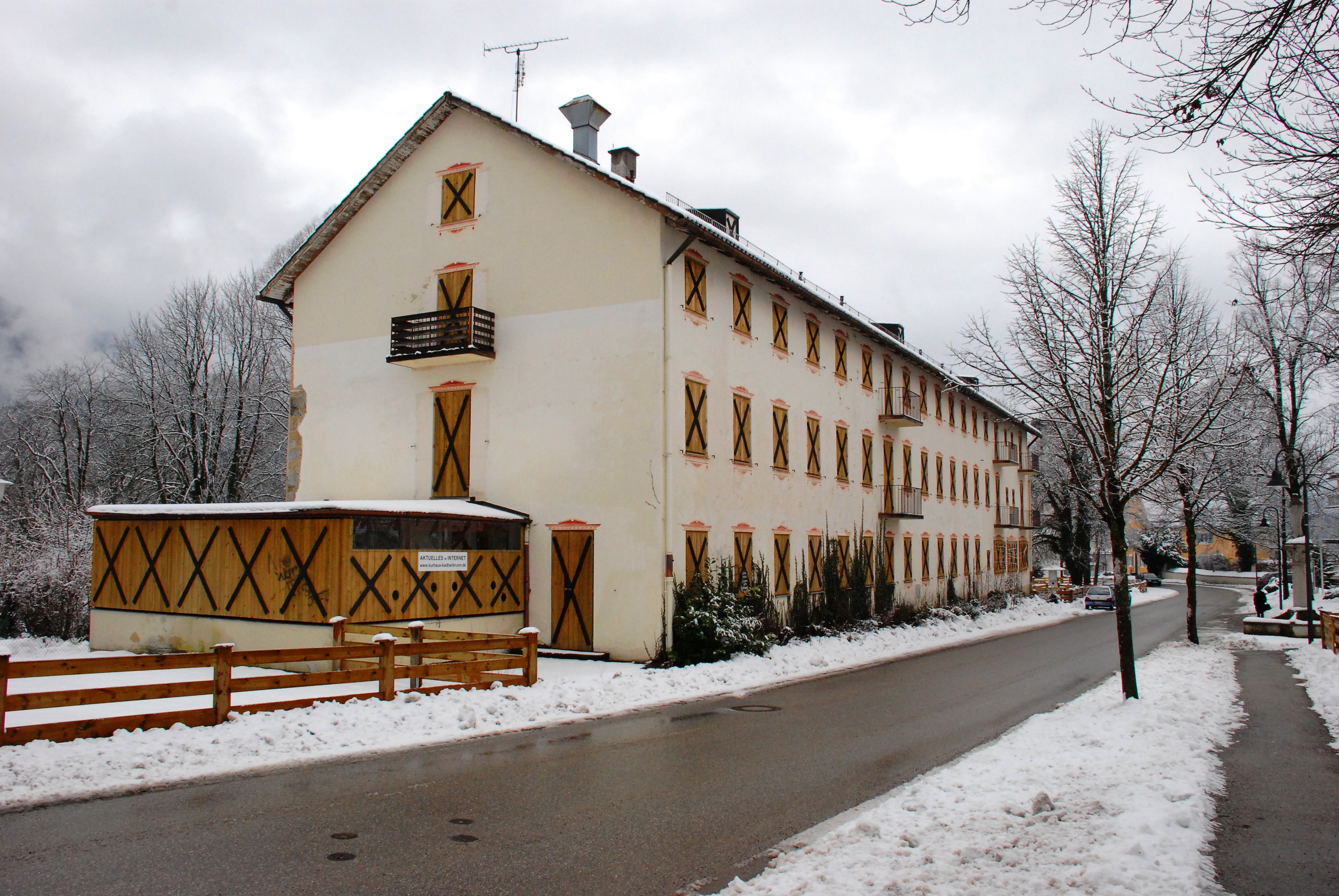